# 彥昌
彥昌（1816年—？），字少博，號文溪，伊爾根覺羅氏，正黃旗滿洲人。清朝政治人物，進士出身。

## 生平
道光甲辰科举人，二十七年（1847年）中丁未科張之萬榜三甲進士，選庶吉士，散館授翰林院檢討。咸豐年間官至國子監祭酒。

## 家族
- 祖父嘉慶元年（1796年）丙辰科进士成格。
- 女玶常在。